# Halloween Haunt
Halloween Haunt ist ein US-amerikanischer Horrorfilm von den Regisseuren Scott Beck und Bryan Woods, welcher im Jahr 2019 erschienen ist.

## Inhalt
In der Halloween-Nacht in Carbondale besuchen die Mitbewohner Harper und Bailey gemeinsam eine Party, auf der sie sich mit ihren Freundinnen Angela und Mallory treffen. Die Gruppe freundet sich in einer örtlichen Bar mit zwei Typen namens Nathan und Evan an. Während der ganzen Nacht vermutet Harper, dass sie von einem Mann mit einer Teufelsmaske verfolgt wird. Die Gruppe trifft auf eine Spukhaus-Attraktion. Bevor sie reingehen, werden sie gezwungen, ihre Handys abzugeben und einen Haftungsausschluss zu unterschreiben. Die Gruppe wird nach dem Betreten eines Labyrinths getrennt. Bailey, Nathan und Angela müssen ihre Arme in Löcher reinstecken. Als Bailey ihren Arm hineinsteckt, wird ihr Arm mit einem Rasiermesser aufgeschlitzt. Sie verliert auch versehentlich den Ring von Harpers Mutter, den sie trug. Harper und Evan verlieren Mallory. Sie treffen sich wieder mit den anderen und werden Zeuge, wie ein Darsteller in einer Hexenmaske Mallory mit einem heißen Feuerhaken durch den Kopf spießt. Die Gruppe erkennt nun, dass sie in Gefahr ist und schickt Nathan los, um einen Ausgang zu finden. Er trifft auf einen Mann mit einer Geistermaske namens „Mitch“, der sich bereit erklärt zu helfen. Der Mann mit der Teufelsmaske tötet Angela. Bailey flieht in die Tunnel und aktiviert versehentlich die Falltür, wodurch Nathan in die Operationsräume des Hauses fällt. Er rettet Harper vor dem Killer. Evan und Mitch schaffen es nach draußen, aber Mitch tötet ihn mit einem Hammer.
Nathan schafft es, Harpers Freund Sam den Standort des Hauses mitzuteilen. Harper betritt einen Fluchtraum, der dem Schlafzimmer ihrer Kindheit sehr ähnlich ist, wo sie miterlebte, wie ihr Vater ihre Mutter missbrauchte. Der Mann mit Teufelsmaske greift sie an, und sie tötet ihn. Sie trifft dann auf eine andere Gestalt in einer Totenkopfmaske und tötet diese ebenfalls, ist aber entsetzt, als sie feststellt, dass die Person im Kostüm Bailey war. Sam kommt im Haus an, wo er sofort von einem Mann mit Clownsmaske getötet wird. Nathan geht wieder hinein, um die anderen zu retten, wird aber von Mitch angegriffen, während Harper von einem Mann mit Zombiemaske angegriffen wird. Sie besiegt ihren Angreifer, bevor sie Nathan hilft, Mitch zu töten. Sie treffen auf einen Mann in einer Vampirmaske, der erklärt, dass die Darsteller Teil eines Kultes sind, die ihre Gesichter extrem modifiziert haben, um wie echte Monster auszusehen und ihren Opfern gerne die Gesichter abreißen. Er wird von der Person mit der Zombiemaske erschossen. Harper und Nathan fliehen aus dem Haus und töten dabei einen der Killer. Der Mann mit der Zombiesmaske greift sie an, aber Nathan tötet ihn, bevor die beiden in Sams Truck entkommen. Der Killer mit der Clownsmaske brennt das Haus nieder und flüchtet. Harper und Nathan erreichen ein Krankenhaus, wo die Krankenschwester Harper bittet, ihre Adresse auf ein Entlassungsformular zu schreiben. Einige Zeit später kommt der Clown in Harpers Haus an, um sie zu töten, gerät jedoch in eine Falle von Harper, die mit einer Schrotflinte auftaucht und ihn tötet.

## Produktion und Veröffentlichung
Im Juli 2017 wurde bekannt gegeben, dass Scott Beck und Bryan Woods das Drehbuch schreiben und Regie führen würden. Der Film wurde von Eli Roth, Todd Garner, Mark Fasano, Ankur Rungta, Vishal Rungta produziert. Im Oktober 2017 traten Katie Stevens, Will Brittain, Lauryn McClain, Andrew Caldwell und Shazi Raja der Besetzung des Films bei. Die Dreharbeiten begannen im Oktober 2017 in Covington (Kentucky). Die Produktion des Films wurde im November 2017 abgeschlossen. Der Film erschien am 13. September 2019 in den amerikanischen Kinos. Am 23. März 2020 erschien der Film in einer ungekürzten Fassung mit der Altersfreigabe „keine Jugendfreigabe“ in Deutschland.

## Synchronisation
| Figur         | Schauspieler          | Deutscher Synchronsprecher |
| ------------- | --------------------- | -------------------------- |
| Angela        | Shazi Raja            | Signe Zurmühlen            |
| Bailey        | Lauryn Alisa McClain  | Katrin Heß                 |
| Clown         | Justin Marxen         | Jochen Langner             |
| Evan          | Andrew Lewis Caldwell | David Schulze              |
| Geist (Mitch) | Chaney Morrow         | Heiko Obermöller           |
| Harper        | Katie Stevens         | Esther Brandt              |
| Teufel        | Damian Maffei         | Thomas Balou Martin        |
| Vampir        | Justin Rose           | Louis Friedemann Thiele    |
| Mallory       | Schuyler Helford      | Nagmeh Alaei               |

## Rezeption
- Lexikon des internationalen Films: „Routinierter, aber wirkungsvoller Horrorfilm, der zunächst auf schleichendes Unbehagen setzt, um sich zunehmend zu Action und blutigen Konfrontationen zu steigern. Durch die dramatische Vorgeschichte der Hauptfigur spitzt sich der Überlebenskampf zur Form der Selbstermächtigung und Vergangenheitsbewältigung zu.“[9]